# Église Saint-Nicolas de Bancigny
L'église Saint-Nicolas de Bancigny est une église fortifiée qui se dresse sur la commune de Bancigny dans le département de l'Aisne en région Hauts-de-France.
Les tours de défense de la façade de l'église font l'objet d'une inscription au titre des monuments historiques par arrêté du 11 mai 1932.

## Situation
L'église Saint-Nicolas de Bancigny est située dans le département français de l'Aisne sur la commune de Bancigny.

## Histoire

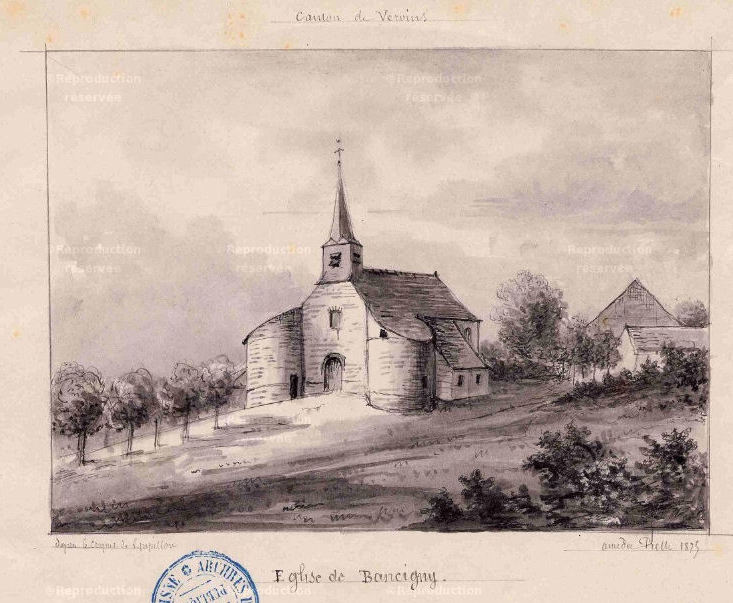
Dessin de l'église en 1875 par Amédée ïéette.
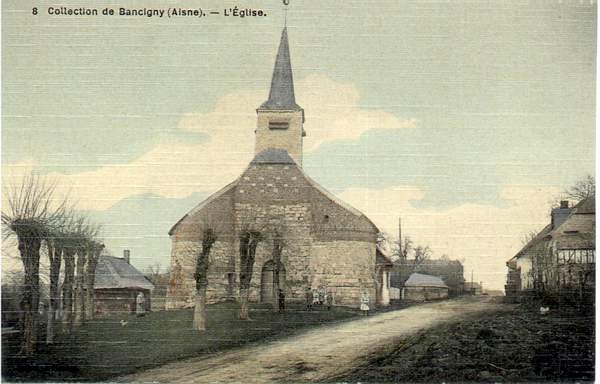
Carte postale de l'église vers 1910 avec les tours tronquées.
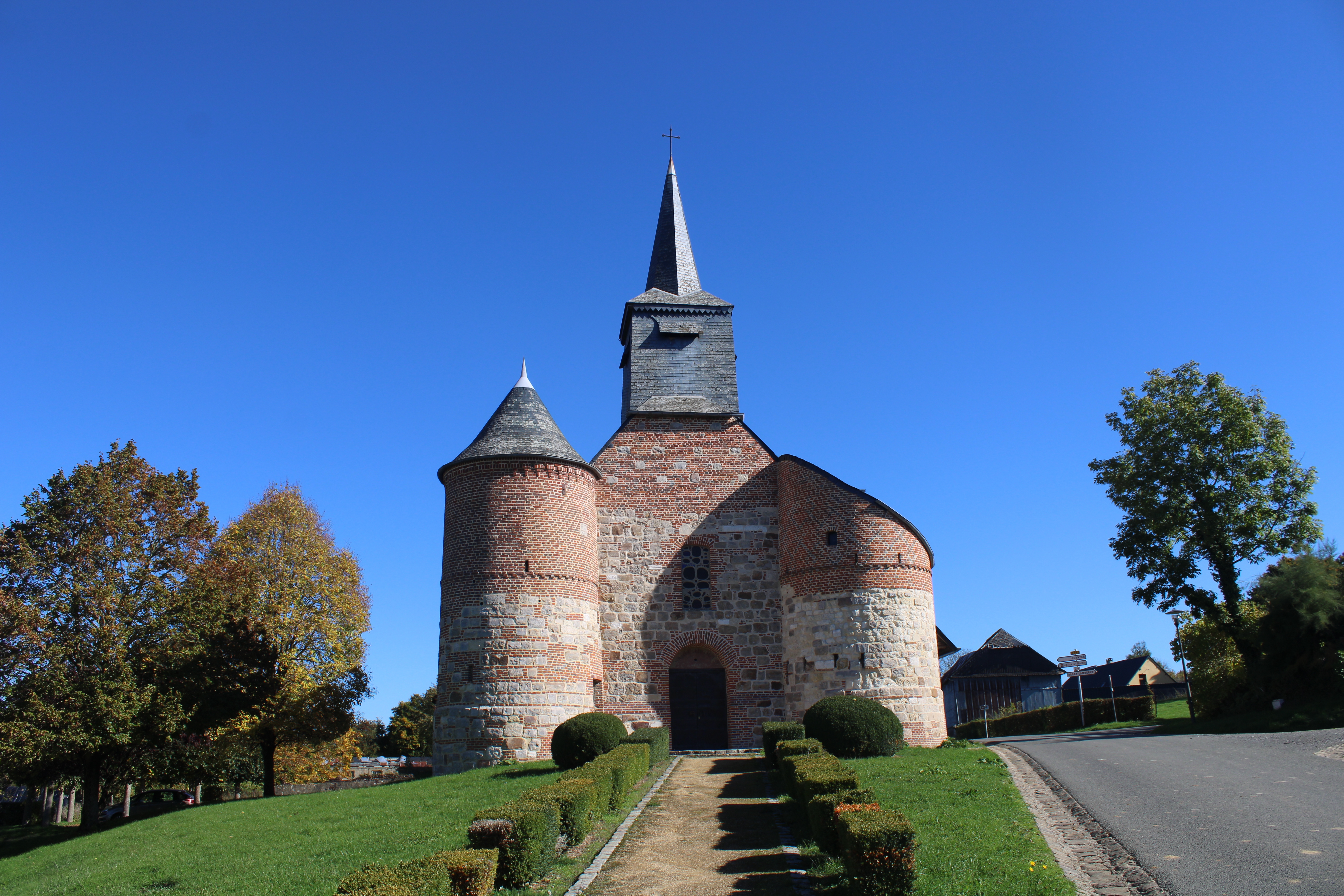
Photo de l'église en 2022.
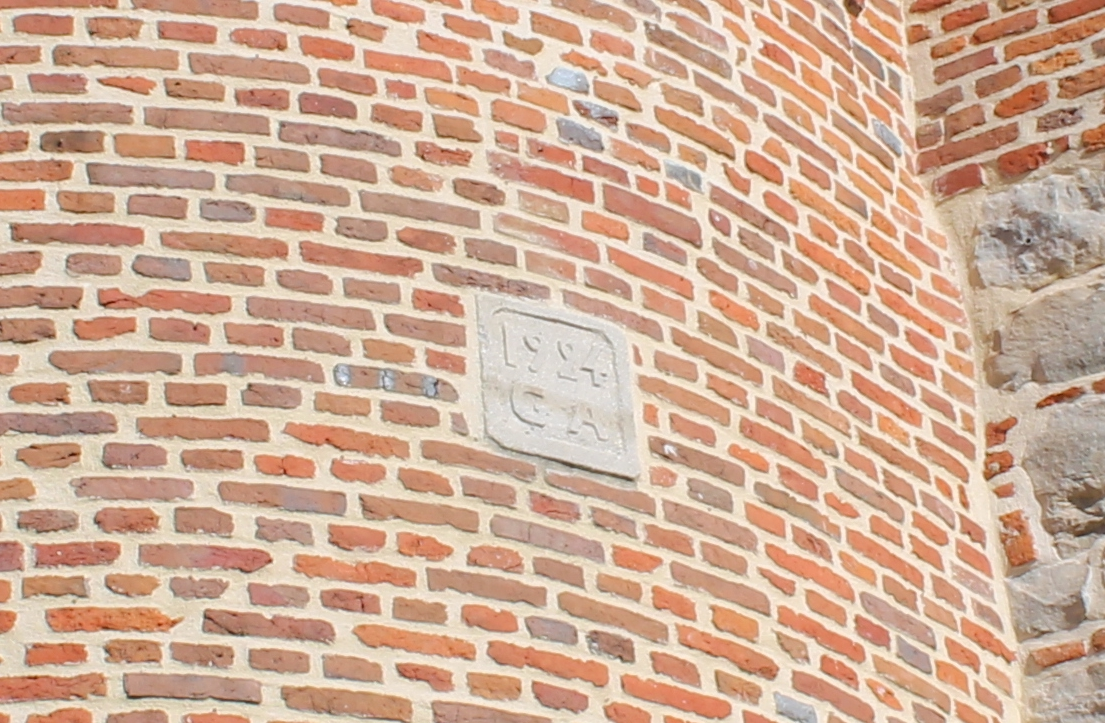
Pierre gravée indiquant la date du rehaussement de la tour nord :1924.

La carte postale de 1910, montre que les deux tours avaient été tronquées probablement au XIXe siècle, faute d'entretien et de crédits pour réparer les toitures. Comme l'indique la pierre gravée insérée dans le mur de la tour nord, le rehaussement de cette tour a eu lien en 1924.

## Description
L'entrée et la façade sont défendues dans les angles par deux tourelles dont les parties supérieures de chacune étaient arasées vers 1900-1905 comme en témoignent les cartes postales d'époque.
L'église, dédiée à saint Nicolas, a des fonts baptismaux romans. Sa construction date du début du XVIIIe siècle.

### Galerie

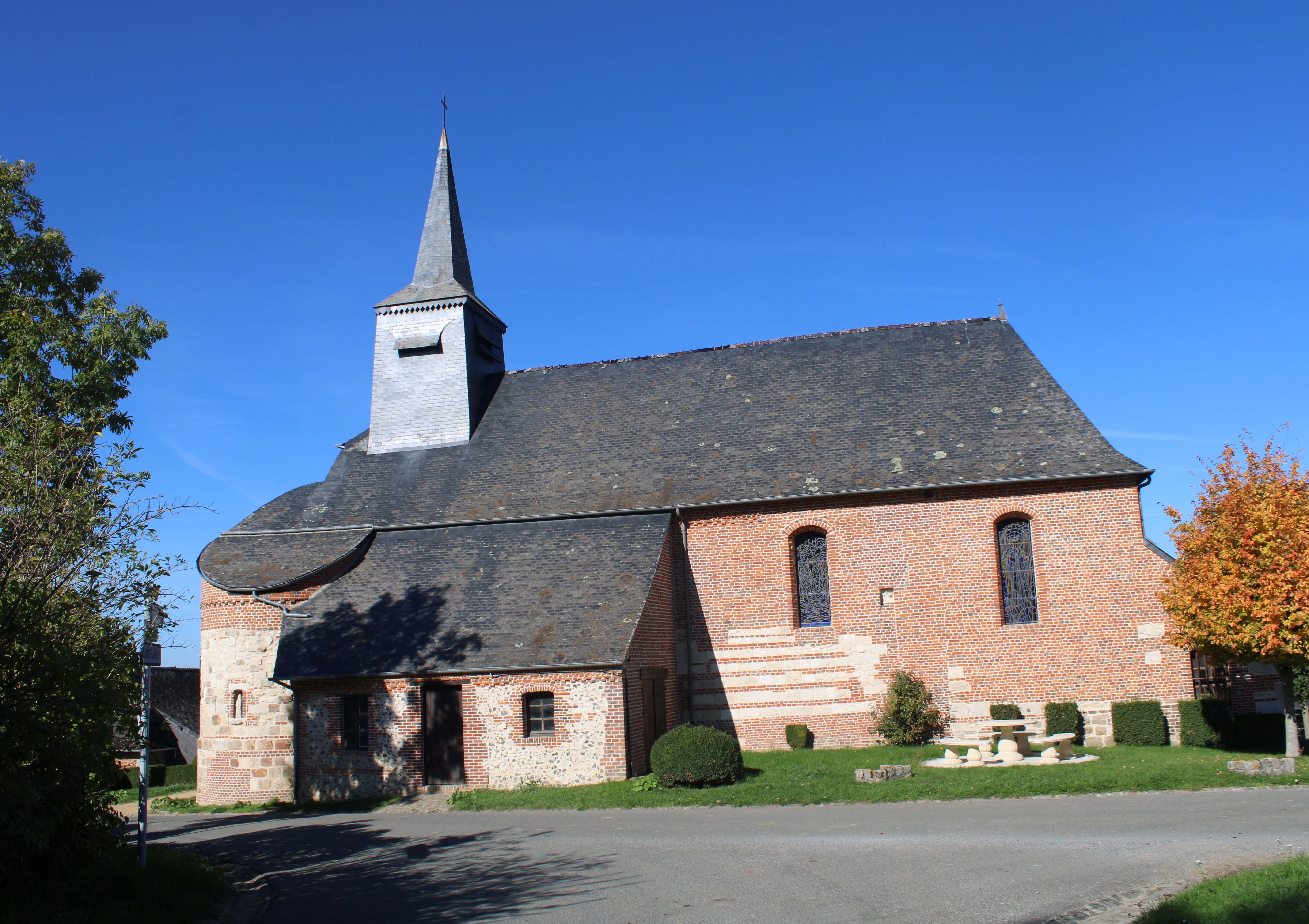
Vue latérale du côté sud.
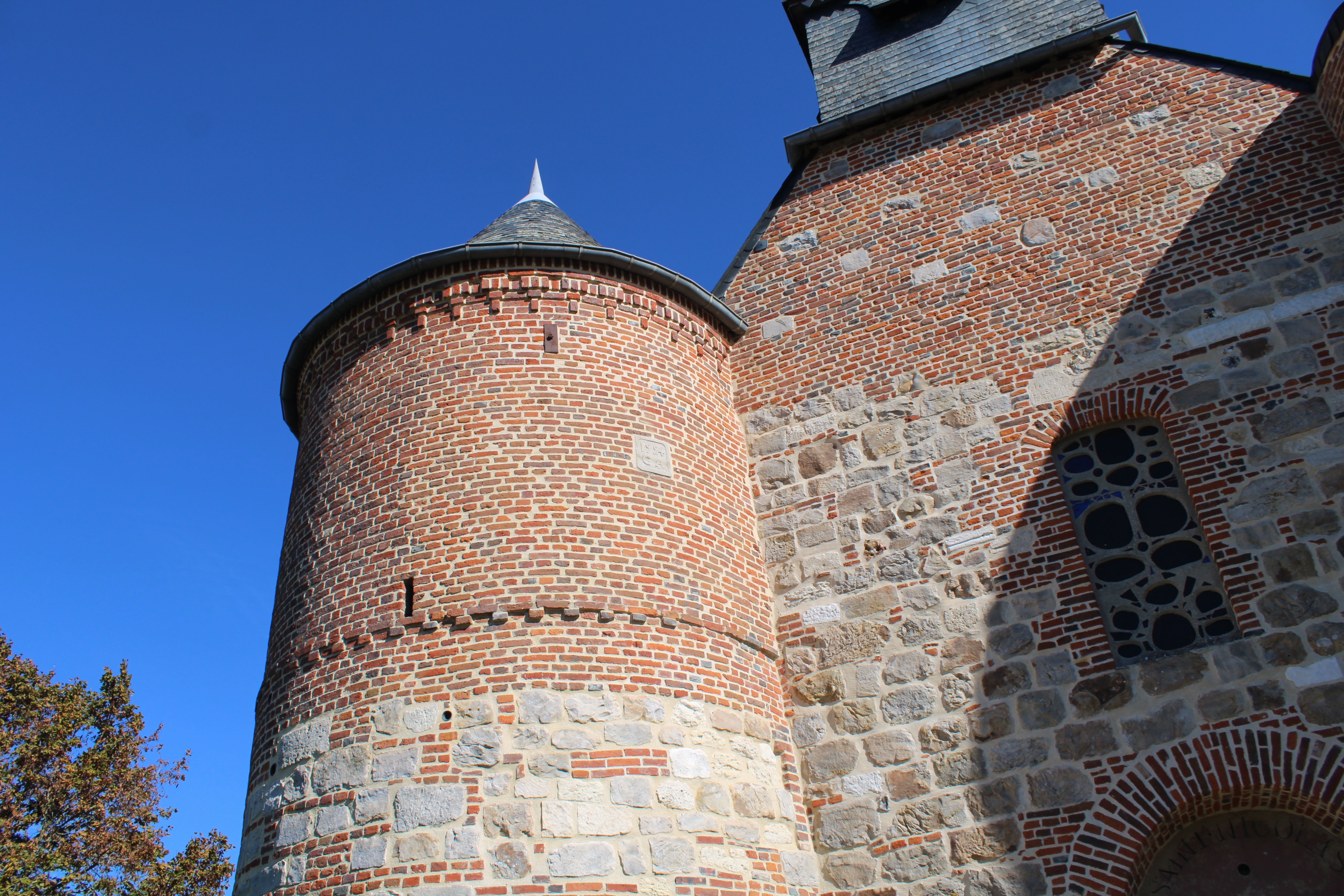
La tour nord reconstruite en 1924.
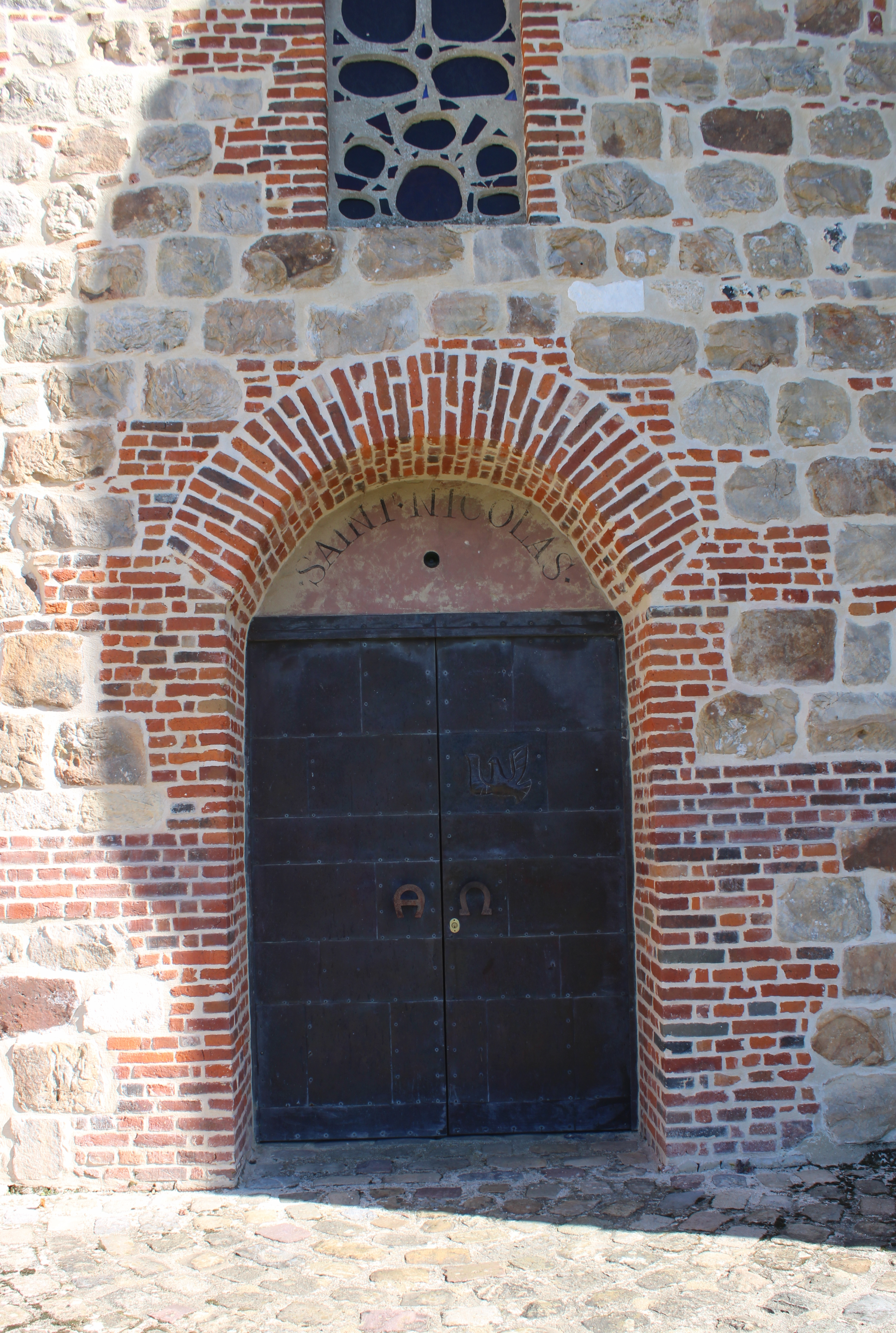
Le portail protégée par les deux tours.
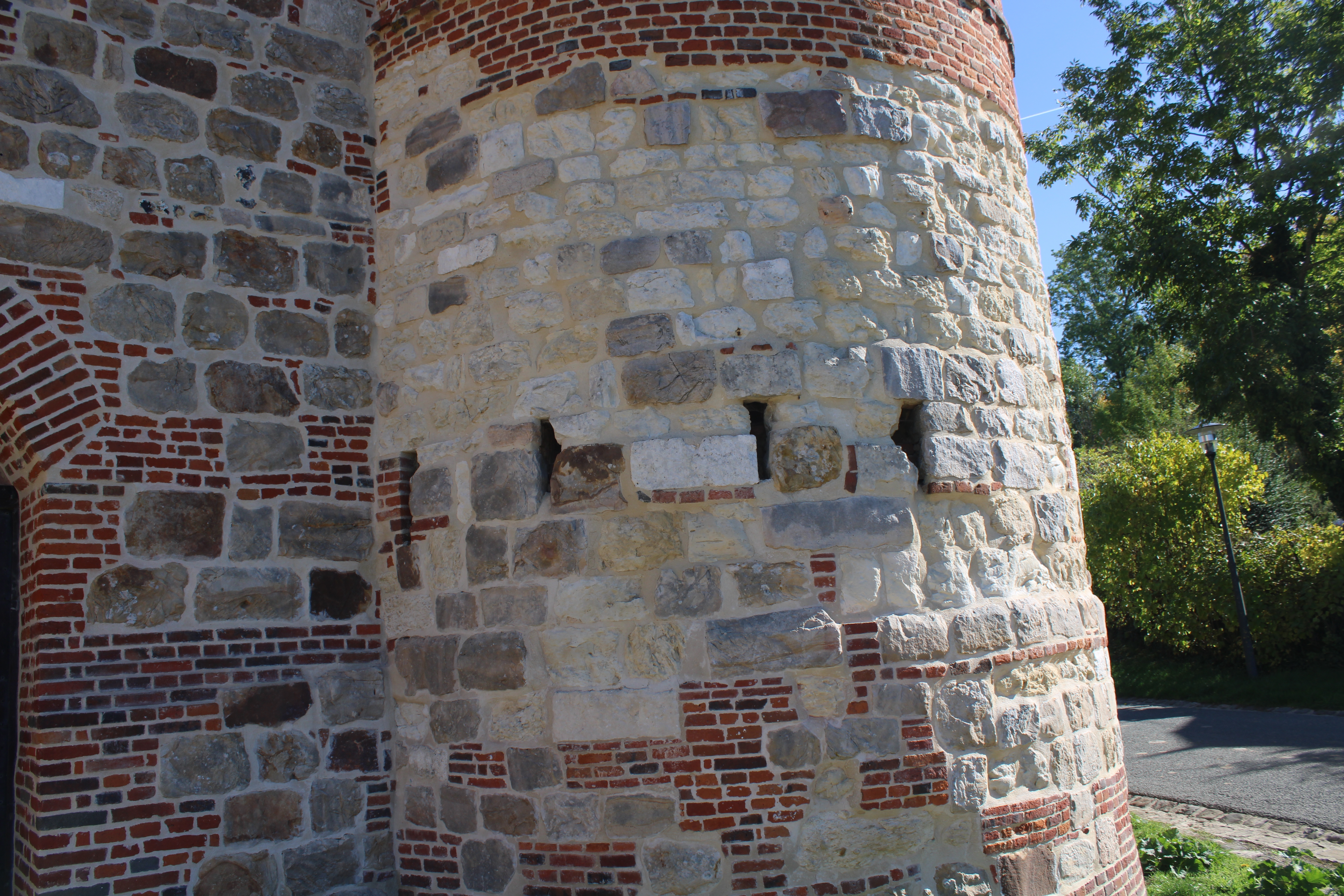
La tour sud avec ses quatre meurtrières qui sécurisent le portail.
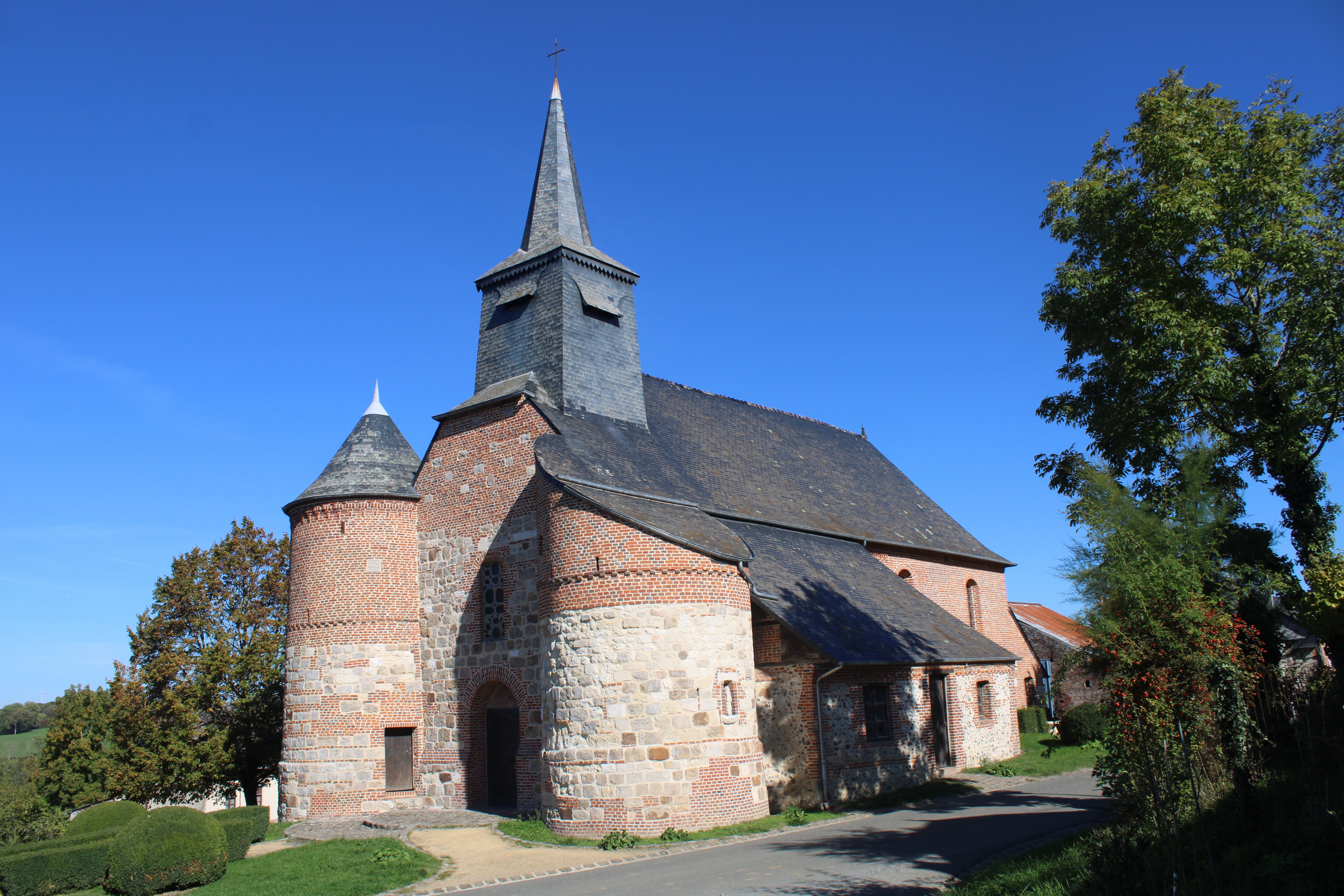

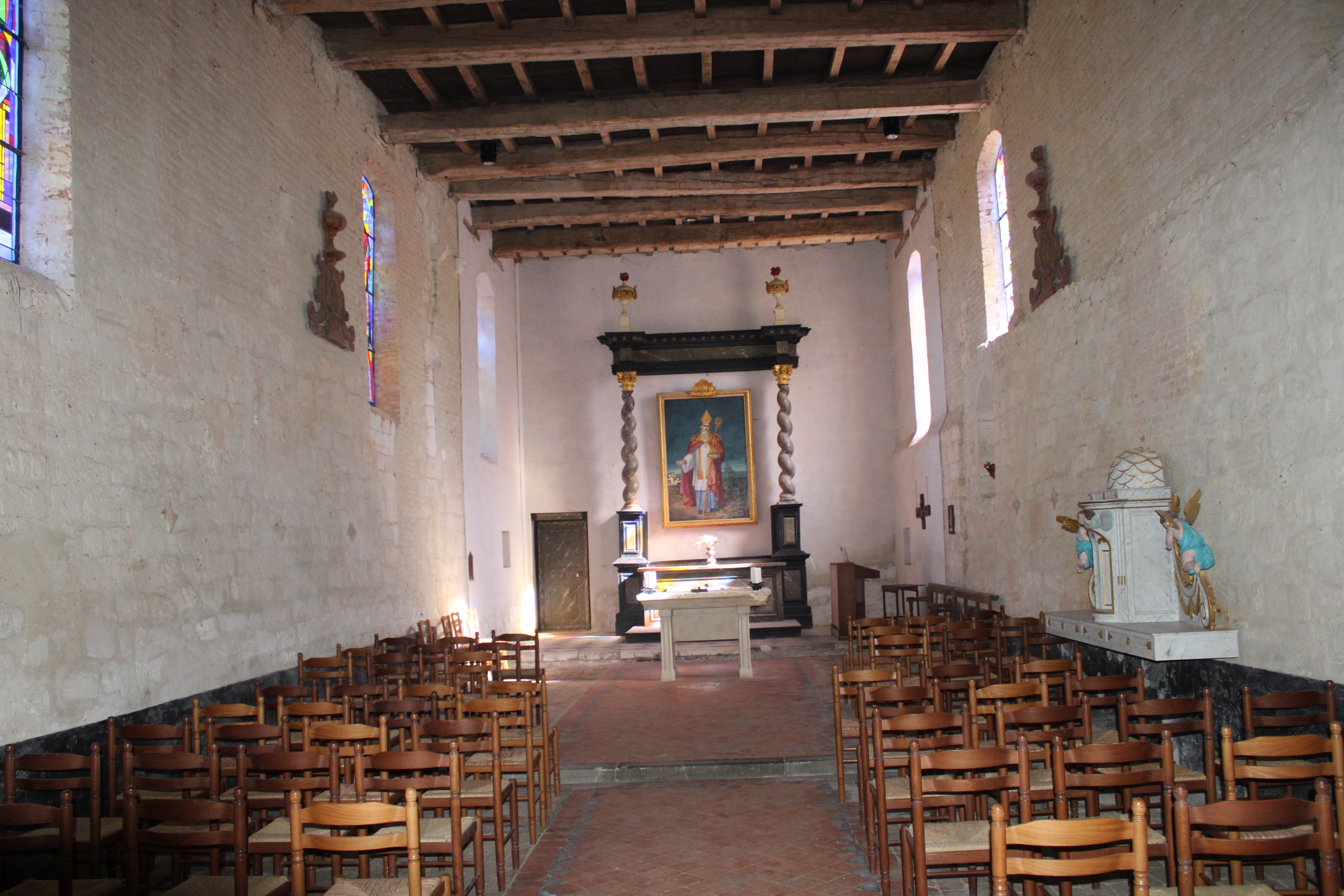
La nef côté chœur.
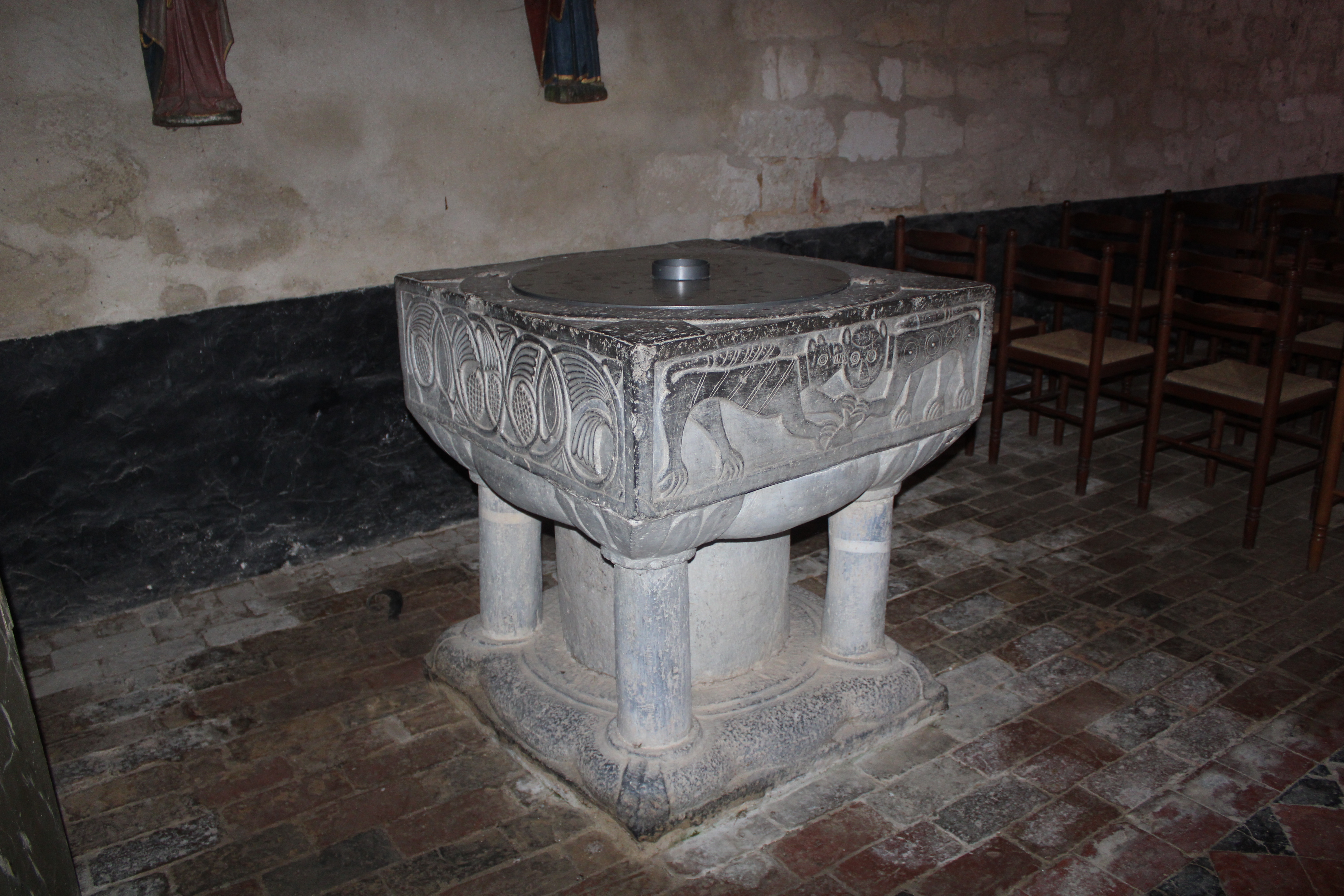
La cuve baptismale.
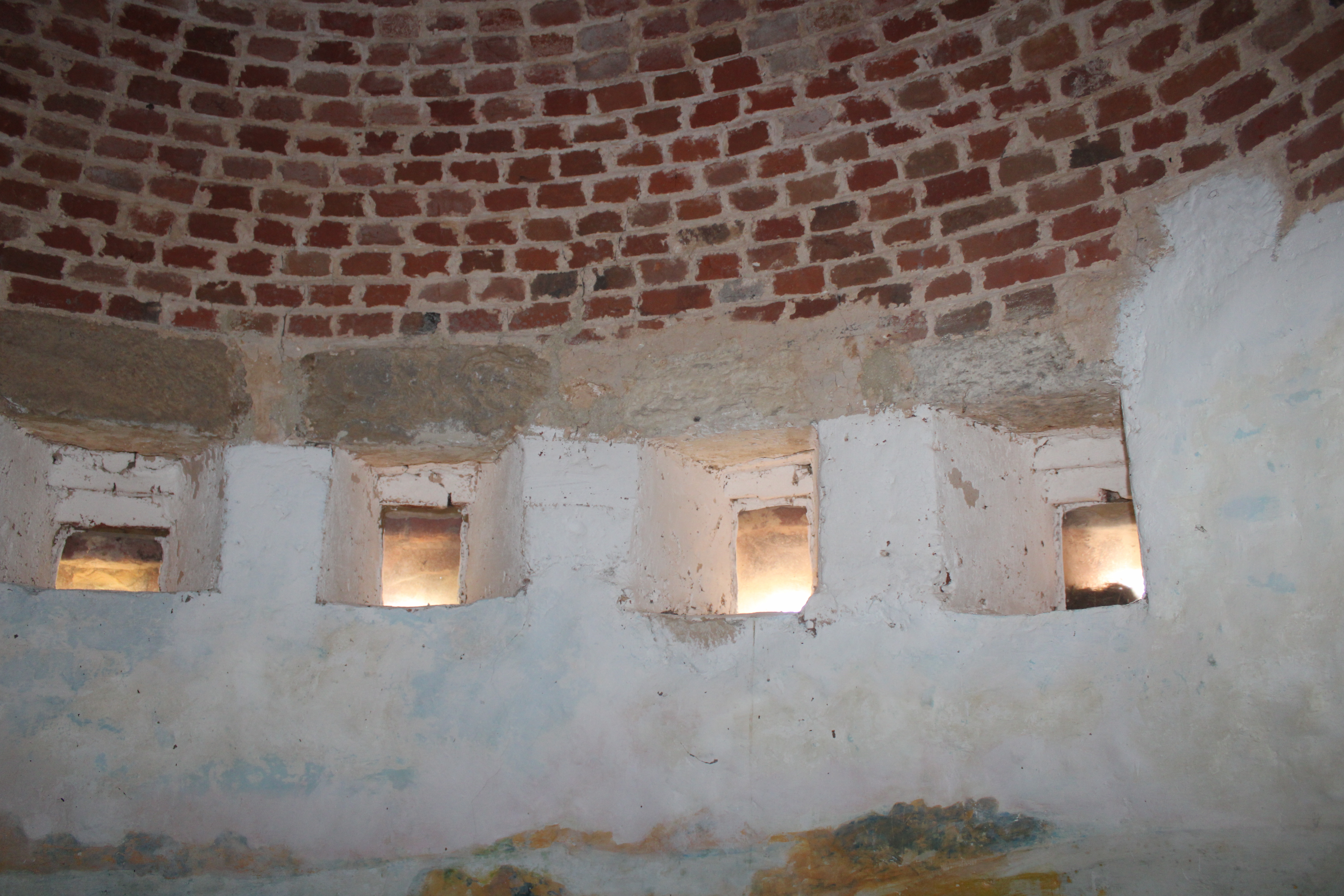
Les quatre meurtrières de la tour sud.
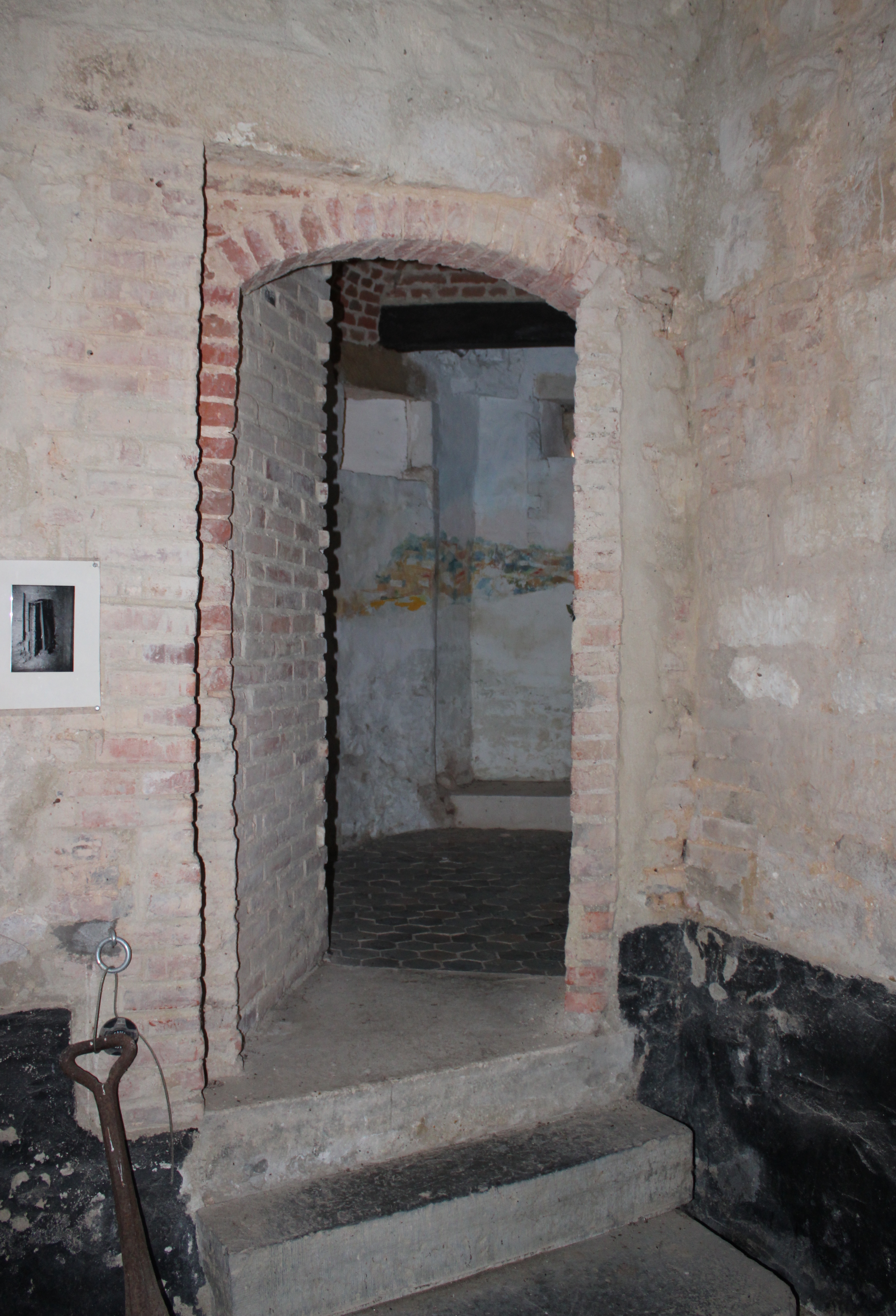
Porte donnant accès à la pièce des gardes de la tour sud.
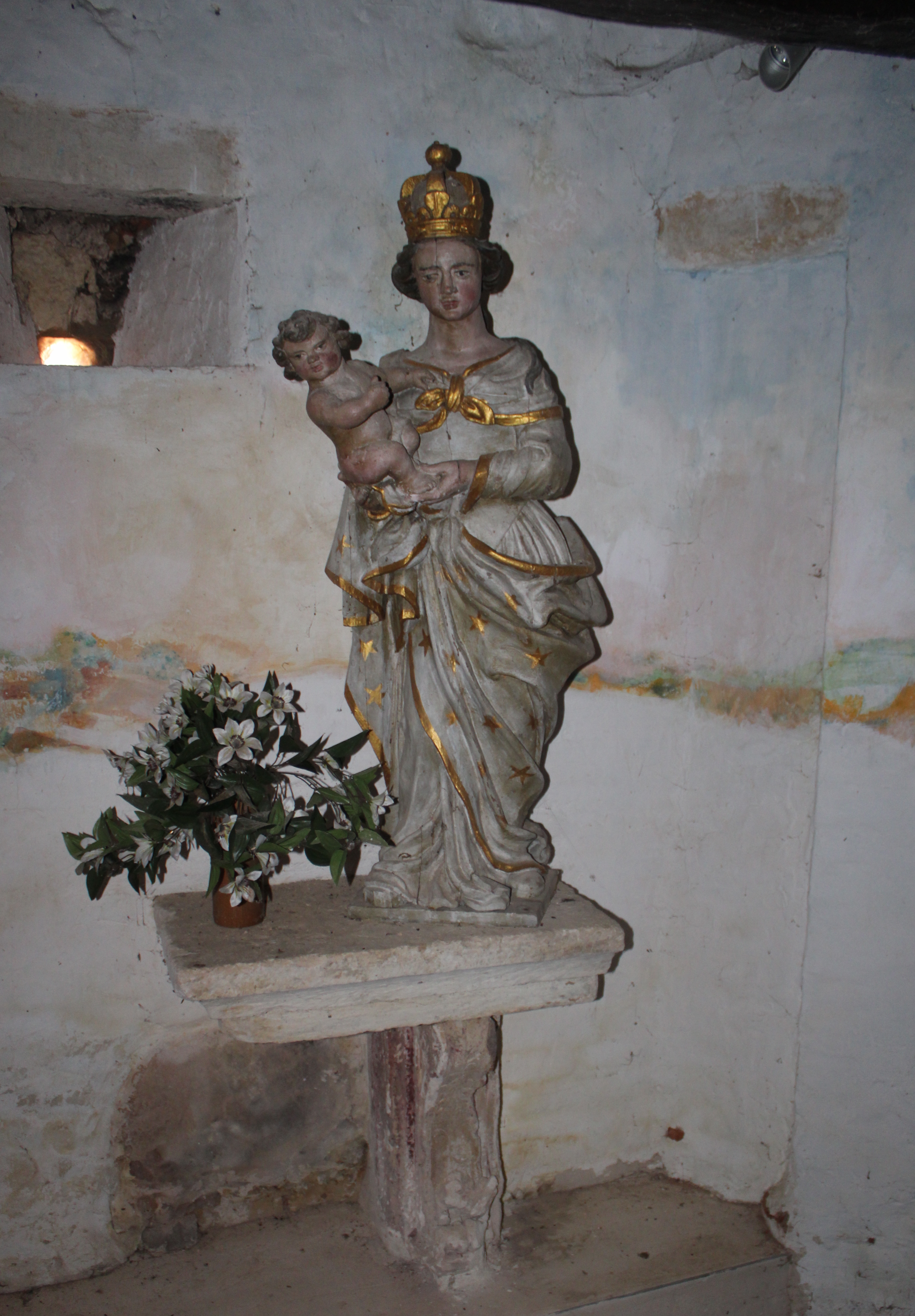
Vierge à l'enfant.